# Så som i himmelen
Så som i himmelen (bra: A Vida no Paraíso) é um filme de drama romântico sueco de 2004 dirigido e escrito por Kay Pollak. Foi indicado ao Oscar de melhor filme estrangeiro na edição de 2005, representando a Suécia.

## Elenco
- Michael Nyqvist - Daniel Daréus
- Frida Hallgren - Lena
- Helen Sjöholm - Gabriella
- Lennart Jähkel - Arne
- Ingela Olsson - Inger
- Niklas Falk - Stig
- Per Morberg - Connie
- Ylva Lööf - Siv
- André Sjöberg - Tore
- Mikael Rahm - Holmfrid
- Barbro Kollberg - Olga
- Axelle Axell - Florence
- Lasse Petterson - Erik
- Ulla-Britt Norrman - Amanda